# Tallvättespindel
Tallvättespindel (Porrhomma montanum) är en spindelart som beskrevs av Jackson 1913. Tallvättespindel ingår i släktet Porrhomma och familjen täckvävarspindlar. Arten är reproducerande i Sverige. Inga underarter finns listade i Catalogue of Life.